# AEGON International 2015 - Qualificazioni singolare
Le qualificazioni del singolare dell'AEGON International 2015 sono state un torneo di tennis preliminare per accedere alla fase finale della manifestazione. Le vincitrici dell'ultimo turno sono entrate di diritto nel tabellone principale. In caso di ritiro di una o più giocatrici aventi diritto a queste sono subentrate le lucky loser, ossia le giocatrici che hanno perso nell'ultimo turno ma che avevano una classifica più alta rispetto alle altre partecipanti che avevano comunque perso nel turno finale.

## Teste di serie
1. Dar'ja Gavrilova (ultimo turno, Lucky Loser)
2. Monica Niculescu (ultimo turno, Lucky Loser)
3. Bojana Jovanovski (primo turno)
4. Mirjana Lučić-Baroni (primo turno)
5. Lucie Hradecká (ritirata)
6. Julia Görges (primo turno)
7. Kurumi Nara (ultimo turno)
8. Magdaléna Rybáriková (qualificata)

1. Jarmila Gajdošová (qualificata)
2. Alexandra Dulgheru (qualificata)
3. Tereza Smitková (primo turno)
4. Lauren Davis (qualificata)
5. Zheng Saisai (ultimo turno)
6. Lesja Curenko (primo turno)
7. Christina McHale (qualificata)
8. Irina Falconi (qualificata)

## Qualificate
1. Marina Eraković
2. Christina McHale
3. Irina Falconi
4. Polona Hercog

1. Lauren Davis
2. Jarmila Gajdošová
3. Alexandra Dulgheru
4. Magdaléna Rybáriková

### Lucky Loser
1. Dar'ja Gavrilova

1. Monica Niculescu

## Tabellone qualificazioni

### Legenda
| - Q = Qualificato - WC = Wild card - LL = Lucky loser | - ALT = Alternate - SE = Special Exempt - PR = Protected Ranking | - w/o = Walkover - r = Ritirato - d = Squalificato |

### Sezione 1
|  | Primo turno | Primo turno      | Primo turno      | Primo turno | Primo turno |  |  | Ultimo turno | Ultimo turno     | Ultimo turno | Ultimo turno | Ultimo turno |  |
|  |             |                  |                  |             |             |  |  |              |                  |              |              |              |  |
|  | 1           | Dar'ja Gavrilova | Dar'ja Gavrilova | 6           | 6           |  |  |              |                  |              |              |              |  |
|  | WC          | Laura Robson     | Laura Robson     | 0           | 1           |  |  | 1            | Dar'ja Gavrilova | 64           | 6            | 4            |  |
|  |             | Marina Eraković  | Marina Eraković  | 6           | 6           |  |  |              | Marina Eraković  | 7            | 2            | 6            |  |
|  | 14          | Lesja Curenko    | Lesja Curenko    | 2           | 3           |  |  |              |                  |              |              |              |  |

### Sezione 2
|  | Primo turno | Primo turno      | Primo turno      | Primo turno | Primo turno |  |  | Ultimo turno | Ultimo turno     | Ultimo turno | Ultimo turno | Ultimo turno |  |
|  |             |                  |                  |             |             |  |  |              |                  |              |              |              |  |
|  | 2           | Monica Niculescu | Monica Niculescu | 7           | 7           |  |  |              |                  |              |              |              |  |
|  |             | Tímea Babos      | Tímea Babos      | 5           | 5           |  |  | 2            | Monica Niculescu | 6            | 5            | 0            |  |
|  |             | Yanina Wickmayer | Yanina Wickmayer | 4           | 2           |  |  | 15           | Christina McHale | 1            | 7            | 6            |  |
|  | 15          | Christina McHale | Christina McHale | 6           | 6           |  |  |              |                  |              |              |              |  |

### Sezione 3
|  | Primo turno | Primo turno       | Primo turno       | Primo turno | Primo turno |  |  | Ultimo turno | Ultimo turno     | Ultimo turno     | Ultimo turno | Ultimo turno |  |
|  |             |                   |                   |             |             |  |  |              |                  |                  |              |              |  |
|  | 3           | Bojana Jovanovski | Bojana Jovanovski | 67          | 1           |  |  |              |                  |                  |              |              |  |
|  |             | Ajla Tomljanović  | Ajla Tomljanović  | 7           | 6           |  |  |              | Ajla Tomljanović | Ajla Tomljanović | 65           | 3            |  |
|  |             | Kirsten Flipkens  | 6                 | 3           | 3           |  |  | 16           | Irina Falconi    | Irina Falconi    | 7            | 6            |  |
|  | 16          | Irina Falconi     | 3                 | 6           | 6           |  |  |              |                  |                  |              |              |  |

### Sezione 4
|  | Primo turno | Primo turno          | Primo turno       | Primo turno | Primo turno |  |  | Ultimo turno      | Ultimo turno      | Ultimo turno      | Ultimo turno | Ultimo turno |  |
|  |             |                      |                   |             |             |  |  |                   |                   |                   |              |              |  |
|  | 4           | Mirjana Lučić-Baroni | 7                 | 5           | 5           |  |  |                   |                   |                   |              |              |  |
|  |             | Polona Hercog        | 63                | 7           | 7           |  |  | Polona Hercog     | Polona Hercog     | Polona Hercog     | 6            | 6            |  |
|  |             | Aleksandra Krunić    | Aleksandra Krunić | 6           | 7           |  |  | Aleksandra Krunić | Aleksandra Krunić | Aleksandra Krunić | 2            | 0            |  |
|  | 11          | Tereza Smitková      | Tereza Smitková   | 4           | 64          |  |  |                   |                   |                   |              |              |  |

### Sezione 5
|  | Primo turno | Primo turno     | Primo turno     | Primo turno | Primo turno |  |  | Ultimo turno | Ultimo turno    | Ultimo turno | Ultimo turno | Ultimo turno |  |
|  |             |                 |                 |             |             |  |  |              |                 |              |              |              |  |
|  | Alt         | Nicole Gibbs    | Nicole Gibbs    | 5           | 3           |  |  |              |                 |              |              |              |  |
|  |             | Klára Koukalová | Klára Koukalová | 7           | 6           |  |  |              | Klára Koukalová | 3            | 6            | 5            |  |
|  |             | Elena Vesnina   | 7               | 1           | 3           |  |  | 12           | Lauren Davis    | 6            | 1            | 7            |  |
|  | 12          | Lauren Davis    | 64              | 6           | 6           |  |  |              |                 |              |              |              |  |

### Sezione 6
|  | Primo turno | Primo turno       | Primo turno       | Primo turno | Primo turno |  |  | Ultimo turno | Ultimo turno      | Ultimo turno      | Ultimo turno | Ultimo turno |  |
|  |             |                   |                   |             |             |  |  |              |                   |                   |              |              |  |
|  | 6           | Julia Görges      | 65                | 7           | 2           |  |  |              |                   |                   |              |              |  |
|  |             | Tatjana Maria     | 7                 | 6(1)        | 6           |  |  |              | Tatjana Maria     | Tatjana Maria     | 4            | 1            |  |
|  | WC          | Laura Deigman     | Laura Deigman     | 2           | 5           |  |  | 9            | Jarmila Gajdošová | Jarmila Gajdošová | 6            | 6            |  |
|  | 9           | Jarmila Gajdošová | Jarmila Gajdošová | 6           | 7           |  |  |              |                   |                   |              |              |  |

### Sezione 7
|  | Primo turno | Primo turno        | Primo turno        | Primo turno | Primo turno |  |  | Ultimo turno | Ultimo turno       | Ultimo turno       | Ultimo turno | Ultimo turno |  |
|  |             |                    |                    |             |             |  |  |              |                    |                    |              |              |  |
|  | 7           | Kurumi Nara        | Kurumi Nara        | 7           | 6           |  |  |              |                    |                    |              |              |  |
|  |             | Lara Arruabarrena  | Lara Arruabarrena  | 610         | 2           |  |  | 7            | Kurumi Nara        | Kurumi Nara        | 5            | 2            |  |
|  | WC          | Naomi Cavaday      | Naomi Cavaday      | 2           | 1           |  |  | 10           | Alexandra Dulgheru | Alexandra Dulgheru | 7            | 6            |  |
|  | 10          | Alexandra Dulgheru | Alexandra Dulgheru | 6           | 6           |  |  |              |                    |                    |              |              |  |

### Sezione 8
|  | Primo turno | Primo turno          | Primo turno          | Primo turno | Primo turno |  |  | Ultimo turno | Ultimo turno         | Ultimo turno         | Ultimo turno | Ultimo turno |  |
|  |             |                      |                      |             |             |  |  |              |                      |                      |              |              |  |
|  | 8           | Magdaléna Rybáriková | Magdaléna Rybáriková | 6           | 6           |  |  |              |                      |                      |              |              |  |
|  |             | Mónica Puig          | Mónica Puig          | 2           | 2           |  |  | 8            | Magdaléna Rybáriková | Magdaléna Rybáriková | 6            | 6            |  |
|  | WC          | Emily Webley-Smith   | Emily Webley-Smith   | 1           | 4           |  |  | 13           | Zheng Saisai         | Zheng Saisai         | 2            | 3            |  |
|  | 13          | Zheng Saisai         | Zheng Saisai         | 6           | 6           |  |  |              |                      |                      |              |              |  |